# Le Fantôme d'Henri Langlois
Pour plus de détails, voir Fiche technique et Distribution.
Le Fantôme d'Henri Langlois est un documentaire français réalisé par Jacques Richard et sorti en 2005.

## Fiche technique
- Titre : Le Fantôme d'Henri Langlois
- Réalisation : Jacques Richard
- Scénario : Jacques Richard
- Photographie : Jérôme Blumberg et Jacques Richard
- Montage : Fabrice Radenac
- Musique : Nicolas Baby et Liam Farrell
- Son : François Didio et Mathieu Genet
- Production : Les Films Élémentaires
- Pays :  France
- Genre : documentaire
- Durée : 210 minutes
- Date de sortie : France - 2 mars 2005

## Sélections
- Festival international du film de Toronto 2004
- Festival de Cannes 2004 (sélection de la Semaine de la critique)